# Fonè
La Fonè è una casa discografica italiana con sede a Peccioli (Pisa).

## Storia
Fondata dal toscano Giulio Cesare Ricci all'età di 22 anni, nel 1983, la Fonè si contraddistingue soprattutto per la produzione di dischi di musica classica, ma anche di jazz e rock, con tecniche audiofile, alla costante ricerca di ottenere nelle registrazioni effettuate la stessa atmosfera presente nell'esecuzione originale degli artisti.
Al fine di ottenere questo risultato vengono utilizzati i microfoni valvolari Neumann mod.U47, U48 e M49 che vennero utilizzati dalla RCA per i dischi "Living Stereo" e il segnale ottenuto non è mai oggetto di una successiva elaborazione elettronica. Inoltre le registrazioni non vengono mai effettuate in studio, ma sempre nel luogo originale dell'esecuzione, come chiese, ville, teatri e stanze in grandi case di campagna.
L'etichetta discografica ha realizzato una collana di dischi su Fryderyk Chopin, sui grandi pianisti, sulla musica barocca e antica. I formati prodotti sono, oltre al CD, il vinile e il SACD.
Tra gli artisti presenti in catalogo sono da segnalare il violinista Salvatore Accardo, il Quartetto d'Archi del Teatro alla Scala di Milano e l'orchestra I Musici. Nel 2016 ha anche ripreso i master originali di 5 album di Vasco Rossi, Bollicine, Cosa succede in città, Va bene, va bene così, Vado al massimo, C'è chi dice no, che ha rivisto e prodotto in versione Master, Vinile e Super Audio CD.